# Troy Southgate
Troy Southgate (* 1965 in London) ist ein britischer Schriftsteller, Musiker und nationalanarchistischer Aktivist.

## Leben
Troy Southgate wurde 1965 im Londoner Stadtteil Crystal Palace geboren. In seiner Jugendzeit zog er nach Jarvis Brook, einem Dorf im District Wealden. Er studierte an der University of Kent. 1989 zog er wieder zurück nach London. Southgate ist seit seiner Jugend musikalisch aktiv und Mitglied der Bands H.E.R.R. (aus Holland), Seelenlicht (Deutschland) und Horologium (Polen).

## Politischer Aktivismus

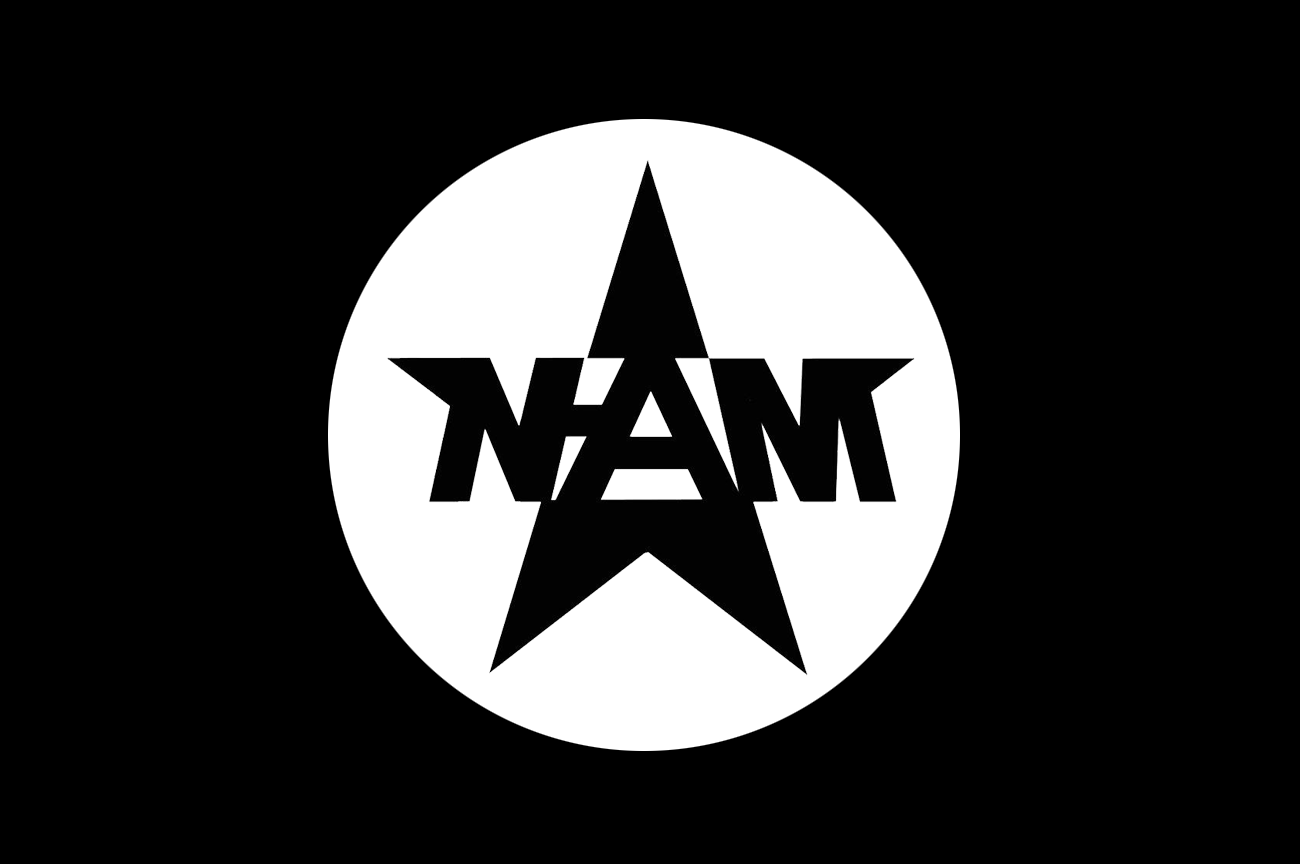
Flagge und Symbol der Nationalanarchistischen Bewegung

1998 gründete er zusammen mit weiteren Mitgliedern der „English Nationalist Movement“ (dt. Englisch-Nationalistische Bewegung) die nationalanarchistische „National Revolutionary Faction“ (dt. National-Revolutionäre Fraktion), die er in einem Prawda-Artikel als „eine extrem revolutionäre Organisation mit einer Untergrund-Zellenstruktur ähnlich jener von Hamas und IRA und dem Prinzip des führerlosen Widerstandes“ beschreibt. Ein zugehöriger, an Corneliu Zelea Codreanus Eiserne Garde angelehnter, Verband organisierte Wanderungen und Zeltlager.
Im Jahr 2000 saßen Southgate und andere NRF-Mitglieder für die kurze Zeit von zwei Auflagen mit im Redaktionskomitee der Zeitschrift „Alternative Green“ die mit Unterstützung des Journals „Green Anarchist“, dem hauptsächlichen Sprachrohr des britischen Öko-Anarchismus veröffentlicht wurde.
2001 warf die Zeitung „The Telegraph“ Troy Southgate und der NRF vor, als Neonazi-Organisation Tierrechtsgruppen zu infiltrieren, um den Faschismus zu fördern.

## Akademische Reaktionen
Southgate und seine politischen Ideen wurden in verschiedenen Büchern und Publikationen besprochen, darunter The Beast Reawakens (1999) von Martin A. Lee, International Fascism: Theories, Causes and the New Consensus von Roger Griffin (2002), Black Sun: Aryan Cults, Esoteric Nazism & the Politics of Identity von Nicholas Goodrick-Clarke (2003), der fünfbändigen Studie Fascism: Critical Concepts in Political Science (2004) von Roger Griffin & Matthew Feldman (ed.), The Radical Right in Britain von Alan Sykes (2005), World Fascism: A Historical Encyclopedia (2006) von Cyprian Blamires und Monsters in the Mirror: Representations of Nazism in Post-War Popular Culture von Sara Buttsworth. In Deutschland wurde Southgate in Gabriel Kuhns Neuer Anarchismus in den USA: Seattle und die Folgen (2008) und in Charles Lindholms The Struggle for the World: Liberation Movements for the 21st Century (2010) besprochen. Southgates musikalische Ambitionen werden in Battlenoise: The Blows of the Martial Industrial Music diskutiert. Ein Kapitel von Southgate ist im von Primordial Traditions 2011 veröffentlichten Northern Traditions enthalten.

## Ansichten
Southgate sieht die im Kapitalismus herrschenden Regierungen als repressiv an und befürwortet ein kollektives Handeln entlang nationaler und identitärer Linien. Er vertritt eine dezentralisierte soziale Ordnung, in welcher „gleichgesinnte Individuen“ unabhängige Gemeinschaften organisieren. Entscheidungen sollen auf lokaler Ebene getroffen werden. Den Schwerpunkt legt er auf die Beseitigung hierarchischer Strukturen von Kapitalismus und Regierungen. Das revolutionär-konservative Konzept des Anarchen steht im Zentrum von Southgates National-Anarchismus. Er sieht den Liberalismus als Hauptverursacher des sozialen Niedergangs der Nationen und kulturellen Identitäten. Ebenso lehnt er Faschismus und Kommunismus als dirigistisch und den Nationalsozialismus als gescheiterte totalitäre Diktatur ab. Es wurde ihm jedoch vorgeworfen linke Themen im Sinne einer rechten, rassistischen Ideologie zu vereinnahmen.